# Света Богородица Медникарска
„Света Богородица Медникарска“ или „Света Богородица Халкеон“ (на гръцки: Παναγία των Χαλκέων, в превод Света Богородица на медникарите) е византийска църква от XI век в град Солун, Гърция. От 1988 година е част от обектите на световното наследство на Юнеско като част от Раннохристиянските и византийските паметници в Солун.

## История
Според ктиторския надпис на мраморна плоча над западния вход, църквата е построена на мястото на езически храм през 1028 година от протоспатарий Христофорос, катепан на Лангобардия и съпругата му Мария, син Никифор и две дъщери Анна и Катакала. Гробницата на Христофорос вероятно се намирала в акросолий на северната стена на църквата.
С превземането на Солун от турците през 1430 година църквата е превърната в джамия, наречена Казанджилар джамия (на турски: Kazancilar Camii), тоест джамия на медникарите, на медните търговци. Оттук произлиза съвременното име на църквата Света Богородица на медникарите. Възможно е византийското име да е било „Света Богородица Халкопратион“ (‘Παναγία των Χαλκοπρατείων), подобно на константинополската църква със същото име.
След 1912 година джамията отново е превърната в църква, част от Солунската епархия на Църквата на Гърция.

## Архитектура
Църквата е кръстокуполна. Архитектурата е характерна за периода на Македонската династия, с четири колони и три купола, от които един централен и два разположени над нартекса. Църквата е изградена изцяло от тухли, причина поради която е наричана Червената църква (Κόκκινη Εκκλησιά). Екстериорът е обогатен с множество арки и пиластри, елементи характерни за константинополското влияние.
От интериора повечето от облицоващата мраморна украса, както и стенописите от XI и XIV в. са запазени. Първата фаза на стенописите е от създаването на църквата, според открития надпис в олтара – смята се, че са завършени около 1030- 1040 година. Стенописите в купола са от същото време. Сцените са Възнесение Господне, Света Богородица, Светите Трима Светители, Две сцени на Евхаристията в олтара, сцени от Христологичния цикъл по стените на наоса, както и прекрасно изображение на Второто пришествие в нартекса. Втората фаза на стенописите е от Палеологово време – първата половина на XIV век. Оцелели са Акатист Богородичен и остатъци от Успение Богородично на западната стена под прозореца.
- Стенописи